# Citroën Zabrus
De Citroën Zabrus of Bertone Zabrus is een conceptauto van het Franse merk Citroën en is ontworpen en gebouwd door het Bertone Designbureau. De auto begon als een Citroën BX 4TC en werd door Bertone aangepast. De motor werd afgezwakt om hem betrouwbaarder te maken en betere grip te laten leveren in onverharde omstandigheden. De Zabrus beschikt over een ingebouwde cd-speler en was voorbereid voor het tot dan toe nog niet beschikbare satellietnavigatiesysteem.